# Utetes neogregori
Utetes neogregori är en stekelart som först beskrevs av Fischer 1988.  Utetes neogregori ingår i släktet Utetes och familjen bracksteklar. Inga underarter finns listade i Catalogue of Life.